# Корина Кириак
Корѝна Кириа̀к (на румънски: Corina Chiriac; Букурещ, 26 октомври 1949 г.) е румънска певица, композиторка, текстописка, телевизионна водеща и актриса. Тя е сред най-успешните солистки на румънската поп музика от втората половина на XX век наред с Анджела Симиля, Мирабела Дауер, Маргарета Пъслару, Михаела Рунчану и други. Представя се на множество музикални фестивали както в родната си страна, така и в чужбина (включително и в България), на които печели редица награди.

## Биография

### 1949 – 1969 г. Семейство, детство и образование
Родена е в музикално семейство. Баща ѝ Мирча Кириак (1919 – 1994 г.) е известен композитор и професор в тогавашната Консерватория „Чиприан Порумбеску“ (дн. Букурещки национален университет по музика), в която майка ѝ Елисабета Кириак (1920 – 2002 г.) работи като учителка по пиано. Двамата въвеждат дъщеря си в света на музиката още от малка. Като дете се учи да свири на пиано заедно с майка си, а впоследствие взема уроци от пианистката Родика Шуцу, но не успява да научи много, тъй като пръстите ѝ са все още твърде къси, за да достигнат правилните октави.
През 1955 г. започва да учи в местното Ι музикално училище в паралелка с изучаване на цигулка и пиано, където учи в продължение на шест години. Преподават ѝ Джордже Манолиу, Петре Мунтяну и Иларион Йонеску – Галац, диригент и музикант.
През 1965 г. участва в конкурса Debuturi („Дебюти“), провел се в Студентския културен дом „Григоре Преотяса“ в Букурещ и излъчен по Румънското радио и телевизия. За двете авторски композиции Plouă („Вали“) и Iubește viața („Обичай живота“), както и за мелодията Pe valea Prahovei („По Праховата долина“) на Джордже Григориу, който е член на журито, печели Наградата за популярност.
През 1966 г. учи в 12-и клас в Лицея „Николае Бълческу“ (дн. Национален колеж „Свети Сава“), а след като го завършва през следващата година, е приета да следва актьорство в Института за театрално и филмово изкуство „Йон Лука Караджале“ (дн. Национален университет за театрално и филмово изкуство „Йон Лука Караджале“) в класа на Константин Морузан и Михай Мереуца до 1972 г.
Дебютира в Комедийния театър в Букурещ с роли в няколко постановки.

### 70-те години
Дебютът ѝ на певица се състои през март 1970 г. с участието ѝ в телевизионния конкурс за млади таланти Steaua fără nume („Безименната звезда“), в който получава най-високата оценка на журито. Представя се с три композиции, първата от които е песенна версия на известния валс „Вълните на Дунава“ (Valurile Dunării) по музика на Йосиф Иванович с текст на Аурел Феля, която през годините става една от най-познатите в репертоара ѝ, а другите две са I Could Have Danced All Night („Можех да танцувам цяла нощ“) от мюзикъла „Моята прекрасна лейди“ и френската Il est mort, le soleil („Слънцето умря“) от репертоара на французойката Николета. През месец май печели I награда на журито и I награда на публиката на 4-тото издание на Concertul speranțelor („Концерт на надеждите“) в Букурещ. Благодарение на добрите ѝ представяния започва поредица от изяви и извън Румъния. Международният ѝ дебют се състои през август на „Дни на румънската култура“ в Полша.
През март следващата година е една от румънските представителки на 4-тото издание на Международния фестивал „Златният елен“ в Брашов, на който печели наградата „Бронзов елен“ за изпълнение на песните Inimă, nu fi de piatră („Сърце, не бъди от камък“) на Едмонд Деда и Va veni o clipă („Ще дойде миг“) на Паул Урмузеску. Същата година звукозаписната компания „Електрекорд“ издава първата ѝ краткосвиреща плоча, включваща двете песни. През юни започват снимките на филма Aventuri la Marea Neagră („Приключения на Черно море“) на Савел Стиопул, в който играе главната женска роля, а през септември изнася турне в ГДР и участва в телевизионно шоу в Лайпциг.
През 1972 г. записва и издава песните Opriți timpul („Спрете времето“) и Banii n-aduc fericirea („Парите не носят щастие“). Изнася турне из Румъния заедно с група „Рошу ши Негру“. Играе епизодична роля на певица в криминалния филм Cu mâinile curate („С чисти ръце“) на режисьора Серджу Николаеску. Участва за първи път на Националния фестивал за поп музика в Мамая, представяйки четири песни и печели III награда за една от тях. Изнася рецитал и е удостоена с наградата за най-добро изпълнение. От 1972 до 1988 г. участва на всяко едно издание на фестивала и изнася турнета по Черноморието, а от 1972 до 1982 г. – в ГДР.
От 1973 до 1990 г. е членка на Асоциацията на румънските театрални и музикални творци. Изнася турнета в Полша, СССР и Чехословакия.
През 1974 г. участва на фестивалите „Дечинска котва“ в Чехословакия и „Произведено в Унгария“ в Будапеща. Сключва едномесечен договор към театър „Фридрихщатпаласт“ в Берлин за спектакъла Heiß und Kalt („Горещо и студено“). Изнася турне в България и изнася 4 концерта за телевизионни предавания.
През 1975 г. изнася 10 концерта и участва в 4 български телевизионни предавания, а през юни гостува на фестивала „Златният Орфей“ и е удостоена с почетна диплома. През август се явява на 15-ото издание на Международния музикален фестивал в Сопот (Полша), на който печели I награда „Кехлибарен славей“ за изпълнението си на La semence („Семенцето“) – френска адаптация на полската песен Nigdy więcej („Никога повече“, музика: Войчех Пентовски) от репертоара на Пьотър Шчепаник; представя и песните Doar pacea („Само мирът“) и Am visat („Сънувах“). През септември участва на Международния шлагерен фестивал в Дрезден (ГДР) с песента Ja, einmal ich träumte („Да, веднъж сънувах“; немска адаптация на Am visat) и печели III награда и Наградата на печата.
През юни 1976 г. участва на фестивала „Братиславска лира“ в Чехословакия с Am visat и за изпълнението си е удостоена с почетна диплома. Участва и в два румънски филма.
През първата половина на 1977 г. изнася турне в СССР, а през юли изнася рецитал на „Братиславска лира“. През ноември изнася първото си двуседмично турне в Западна Европа – в Португалия заедно с певеца Корнел Константиниу.
През 1978 г. гостува на Международния фестивал за поп музика в Познан (Полша) с песните Paroles flammes („Огнени думи“) и Învață să știi, за които печели награди, и изнася кратко турне в Катовице.
През 1979 г. изнася рецитал, участвайки в първото цветно предаване, излъчено по румънската телевизия и озаглавено Eu sunt Corina („Аз съм Корина“). Изнася турне и в България и успешно участие по телевизията, а през есента – в СССР и концерт в Италия.

### 80-те години
През септември 1980 г. участва отново на Международния фестивал в Сопот, на който е удостоена с III награда за песните Uneori suntem toți copii („Понякога всички сме деца“) и Serenadă („Серенада“). Изнася турне в Чехословакия с оркестъра на Карел Гот под диригентството на Феликс Словачек.
През следващата година излиза първата ѝ дългосвиреща плоча, озаглавена Eu sunt Corina! („Аз съм Корина!“). В течение на това десетилетие излизат още няколко албума.
През май 1985 г. участва в телевизионния мюзикъл Un trio formidabil („Чудесно трио“) на Титус Мунтяну заедно с Александру Аршинел, Раду Георге и Мариус Цейку. Филмът получава Наградата в категорията „Среднометражен или късометражен филм“ на Международния фестивал на комедийния и сатиричен филм „Чарли Чаплин“ в Габрово.
През 1986 г. песента ѝ Să-mi vorbești de primavară („Говори ми за пролетта“) е включена в сборната плоча „София – Букурещ“ (ВТА 11953), издадена от „Балкантон“.
От 1988 до 1994 г. се установява в Лос Анджелис, където работи като екскурзоводка към Калифорнийския университет и като агентка по недвижими имоти. През тези години изнася и няколко концерта в Чикаго, Ню Йорк, Палм Спрингс, Лос Анджелис, Детройт и други градове.

### 90-те години
През юли 1993 г. сключва брак с Вирджил Анастасиу, с когото се развежда през май 1997 г.
След завръщането си в родината през 1994 г. възстановява концертната си дейност и през следващите години изнася турнета из страната. През 1995 г. „Електрекорд“ издава петия ѝ студиен албум, озаглавен Deschid fereastra („Отварям прозореца“) и включващ 11 нови песни по музика на Мариус Цейку, Василе Веселовски, Йон Кристиною, Жолт Керещей и др. През лятото е членка на журито на Националния фестивал за поп музика в Мамая, а през октомври участва на фестивала „Макфест“ в Щип с песента Inimă nebună („Лудо сърце“) и получава почетна диплома.
В продължение на 9 месеца от октомври 1996 г. до юли 1997 г. е водеща и продуцентка на предаването Clubul doamnelor („Клубът на дамите“) по румънската станция „Радио Тотал“.

### От 2000 г.
В края на ноември 2002 г. издава шестия си студиен албум, озаглавен Serenadă pentru Carul Mare („Серенада за Голямата мечка“). Това е първият ѝ албум, излязъл на компактдиск и съдържащ изцяло авторски песни. Представя го в Националния театър в Букурещ, а през декември – и в няколко телевизионни предавания.
През декември 2004 г. президентът на Румъния Йон Илиеску връчва ордена „За заслуги в областта на културата“, степен „Кавалер“, катерогия Б – „Музика“ на 13 румънски дейци на културата, сред които се нареждат Корина Кириак, Корнел Константиниу, Мирабела Дауер, Дида Драган, Щефан Хрушка, Анджела Симиля и други.
През 2005 г. озвучава вещицата Урсула в румънския дублаж на анимационния филм „Малката Русалка“ на „Дисни“ от 1989 г.
На рождения си ден през 2006 г. издава първата си книга, носеща заглавието Buscando l'amor – Căutând iubirea („В търсене на любовта“), включваща разкази и стихотворения.
В продължение на 13 години от септември 2007 г. до май 2020 г. е водеща на ежеседмичното телевизионно предаване Să v-amintiți, duminica („Помнете – в неделя“), преименувано като Opriți timpul („Спрете времето“) през 2014 г. и излъчвано по канал Național TV
През 2021 и 2022 г. издава мемоари в два тома, озаглавени Minuni trăite („Изживени чудеса“) и Două piese de teatru („Две театрални представления“).

## Дискография

### Студийни албуми
- 1981 – Eu sunt Corina!
- 1983 – Noapte bună, pe mâine
- 1985 – Corina
- 1988 – Și ieri, și azi, și mâine
- 1995 – Deschid fereastra
- 2002 – Serenadă pentru Carul Mare
- 2010 – O rochie de mireasă
- 2015 – Hai, hai, lângă mine stai
- 2019 – Strada speranței

### Сборни албуми
- 2005 – Mari succese (Vol. 1): Opriți timpul!
- 2005 – Mari succese (Vol. 2): Ne cunoaștem din vedere
- 2006 – Mari succese (Vol. 3): Inimă nebună
- 2007 – Strada speranței
- 2007 – Vol. 28 – Muzică de colecție Corina Chiriac
- 2009 – Mărțișor prințișor. Best Of
- 2016 – Ne cunoaștem din vedere
- 2018 – Să trăiești, vecine!

### Краткосвирещи плочи
- 1971 – Valurile Dunării/De la inimă la inimă/Inimă, nu fi de piatră
- 1973 – Sâmbătă seara/Te rog să te întorci/Mă cert cu inima/Te rog să te grăbești

## Филмография

### Филми
- 1972 – Aventuri la Marea Neagră („Приключения на Черно море“), реж. Савел Стиопул
- 1972 – Cu mâinile curate („С чисти ръце“), реж. Серджу Николаеску
- 1976 – Roșcovanul („Червенокоското“), реж. Франчиск Мунтяну
- 1976 – Domnișoara Nastasia („Госпожа Настасия“), реж. Сорана Короама-Станка

### Сериали
- 1972 – Mușatinii („Мушатите“), реж. Сорана Короама-Станка

## Награди, признания и отличия
- 1970 – I награда на телевизионния конкурс за млади таланти Steaua fără nume („Безименната звезда“)
- 1971 – III награда „Бронзов елен“ за песните Inimă, nu fi de piatră и Va veni o clipă на фестивала „Златният елен“ в Брашов, Румъния[3]
- 1975 – I награда „Кехлибарен славей“ за песента La semence на Международния музикален фестивал в Сопот, Полша
- 1975 – III награда и Награда на печата за песента Ja, einmal ich träumte на Международния шлагерен фестивал в Дрезден, ГДР[9]
- 1980 – III награда за песните Uneori suntem toți copii и Serenadă на Международния музикален фестивал в Сопот, Полша[11]
- 1993 – „Почетен медал“ на Международната федерация на фестивалните организации (FIDOF) за 20 години международна дейност
- 2004 – орден „За заслуги в областта на културата“, степен „Кавалер“, категория Б – „Музика“, Букурещ, Румъния[14]

## Участия на фестивали

### Национален фестивал за поп музика в Мамая
- 1972 – A-ntinerit romanța (III награда)
- 1973 – De-a colindat aceste locuri cineva (номинация), O ramură spre cer (Награда на Държавния комитет на Румънското радио и телевизия), Țara unde m-am născut. Изнася и рецитал.
- 1974 – Ani fericiți (номинация), Clipele (номинация), Noaptea, Pe undeva e o mare-n vârf de munte. Изнася и рецитал.
- 1975 – Ai apărut ca o poveste (номинация), Așteptare, Dacă vrei dragostea mea (номинация), Cum să uit, Într-o bună zi
- 1976 – Din roua zorilor, Părinții mei (III награда), Poveste adevărată, Secolul vitezei (в дует с Корнел Константиниу), Străzile (номинация). Изнася и рецитал.
- 1983 – Apă și foc (Награда на журито), Ce fel de dragoste, Nimic nu poate învinge iubirea (Трофей „Мамая“), Strada speranţei (Награда на организаторите).
- 1984 – Drumul spre tine (I награда), Nu-i bine sa fii singur, Povestea unei scrisori, A opta minune (в дует с Анджела Симиля извън надпреварата), Unde mi-ai fost? (Награда на журито)
- 1985 – Păi de ce? (Трофей „Мамая“), Inima nu știe carte
- 1986 – De dragoste (II награда), O clipă de sinceritate, Nu mă uita de tot (извън надпреварата), Și ieri, și azi, și mâine (дует с Хория Мокулеску)
- 1987 – Lângă dragoste, Nopți de dor (извън надпреварата), Trenul fericirii (лауреатка), Vino, iubire-napoi
- 1988 – Asta-i viața (извън надпреварата), Deschid fereastra (трофей „Мамая“), Râzi tu, inimă, și cântă, Anii tinereții (в дует с Дан Спатару извън надпреварата).